# ワヒグヤ空港
ワヒグヤ空港（Ouahigouya Airport）は、ブルキナファソのヤテンガ州州都ワヒグヤにある空港。